# Rodrigo Muñoz (actor)
Juvenal Rodrigo Muñoz Sáez (Santiago, 6 de abril de 1967) es un actor de teatro, televisión y cine, y comediante chileno.
Es conocido por sus roles en el género de comedia, tanto en teatro como en series de televisión y telenovelas, como  Los Venegas, Buen partido, Entre medias, Montecristo, Lola, Aquí mando yo y Separados, entre otras.
Además ha desarrollado una carrera de humorista en varios escenarios. Su debut en televisión con este rol ocurrió en el XLVI Festival del Huaso de Olmué, el 22 de enero de 2015.

## Filmografía

### Cine
| Películas | Películas       | Películas | Películas        | Películas        |
| Año       | Título          | Rol       | Director         | Notas            |
| --------- | --------------- | --------- | ---------------- | ---------------- |
| 2023      | Papá al rescate | Chico     | Sebastián Freund | También escritor |

### Telenovelas
| Teleseries | Teleseries           | Teleseries              | Teleseries |
| Año        | Teleserie            | Rol                     | Canal      |
| ---------- | -------------------- | ----------------------- | ---------- |
| 2000       | Sabor a ti           | "El Larva"              | Canal 13   |
| 2002       | Buen partido         | Gallardo                | Canal 13   |
| 2006       | Entre medias         | Julián Gutiérrez        | TVN        |
| 2006       | Montecristo          | León Rocamora           | Mega       |
| 2007       | Fortunato            | Psicólogo               | Mega       |
| 2008       | Lola                 | Evaristo Anguita        | Canal 13   |
| 2011       | Aquí mando yo        | Arnoldo Grez            | TVN        |
| 2012-2013  | Separados            | Antonio "Toñito" García | TVN        |
| 2014       | El amor lo manejo yo | Emilio Montes           | TVN        |
| 2015       | Matriarcas           | Arturo Villar           | TVN        |
| 2016       | Sres. Papis          | Benito Soto "El Sotito" | Mega       |
| 2017-2018  | Tranquilo Papá       | Juan Carlos Gacitúa     | Mega       |
| 2019-2020  | Yo soy Lorenzo       | Horacio Álvarez         | Mega       |
| 2023       | Como la vida misma   | Guillermo Aguilera      |            |

### Series y unitarios
| Serie de televisión | Serie de televisión             | Serie de televisión | Serie de televisión |
| Año                 | Serie                           | Rol                 | Canal               |
| ------------------- | ------------------------------- | ------------------- | ------------------- |
| 2002-2006           | Los Venegas                     | Adán Adasme         | TVN                 |
| 2003                | Mea culpa, episodio El incendio | Detective Luis Cid  | TVN                 |
| 2004                | El cuento del tío               | Manuel              | TVN                 |
| 2005                | Heredia & Asociados             | Joaquín Pérez       | TVN                 |
| 2006                | Huaiquimán y Tolosa             | ¿?                  | Canal 13            |
| 2007                | Vecinos al 3 y al 4             | Gerardo             | Canal 13            |
| 2010                | Adiós al séptimo de línea       | Gaspar Acosta       | Mega                |
| 2014                | La canción de tu vida           | Ricardo             | TVN                 |

## Vídeos musicales
| Año  | Título    | Artista | Dirección          |
| ---- | --------- | ------- | ------------------ |
| 2021 | Valientes | Nicole  | Javiera Eyzaguirre |

### Programas de televisión
| Año  | Programa                         | Rol                    | Canal       |
| ---- | -------------------------------- | ---------------------- | ----------- |
| 2002 | Por fin es lunes                 | Comediante             | Canal 13    |
| 2012 | Buenos días a todos              | Invitado               | TVN         |
| 2013 | Sábado por la noche              | Invitado               | Mega        |
| 2013 | Juga2                            | Participante           | TVN         |
| 2014 | Más que 2                        | Invitado               | TVN         |
| 2015 | XLVI Festival del Huaso de Olmué | Humorista              | TVN         |
| 2015 | Buenos días a todos              | Animador               | TVN         |
| 2016 | La divina comida                 | Participante anfitrión | Chilevisión |